# Шейнин, Алексей Игоревич
Алексей Игоревич Шейнин (род. 18 декабря 1947, Ленинград) — советский актёр театра и кино, театральный педагог. Заслуженный артист РСФСР (1985). Народный артист РФ (1999).

## Биография
Родился 18 декабря 1947 года в Ленинграде в еврейской семье.
В 1968 году окончил студию при Ленинградском ТЮЗе (курс З. Я. Корогодского).
В 1968—1970 годах — актёр Ленинградского театра комедии имени Н. П. Акимова, с 1970 года — актёр Московского драматического театра имени М. Н. Ермоловой.
Преподаватель кафедры мастерства актёра ГИТИСа.

## Звания и награды
- Заслуженный артист Татарской ССР
- Заслуженный артист РСФСР (28 августа 1985).
- Народный артист РФ (18 апреля 1999)[1].

## Театральные работы
- «Бал воров» (реж. Фаина Веригина)
- «Второй выстрел» (реж. Фаина Веригина)
- «Двенадцатая ночь» (реж. Сергей Голомазов)
- «Любовные игры» (реж. Вадим Тухватуллин)
- «Мария Стюарт» (реж. Владимир Андреев)
- «Сальери forever» (реж. Вадим Данцигер)
- «Фотофиниш» (реж. Сергей Голомазов)
- «Хищница» (реж. Фаина Веригина)
- «Бешеные деньги» (режиссёр — Галина Дубовская)
- «Бонжур и до свидания!» (реж. Вадим Данцигер)
- «Золотой мальчик»

## Фильмография
| Год       |     | Название                                    | Роль                                                           |
| --------- | --- | ------------------------------------------- | -------------------------------------------------------------- |
| 1973      | тсп | Дон Паскуале                                | Эрнесто                                                        |
| 1974      | тсп | Дарю тебе жизнь                             | сын Байкова                                                    |
| 1974      | тсп | Мадемуазель Нитуш                           | Шамплатро                                                      |
| 1976      | тф  | Эти непослушные сыновья                     | Гриша                                                          |
| 1976      | ф   | Моя любовь на третьем курсе                 | Андрей Иконников                                               |
| 1978      | тсп | Мелодии одной оперетты                      | Аристид, муж Мадлен                                            |
| 1979      | тсп | Горное гнездо                               | Гриша                                                          |
| 1980      | тсп | В порядке исключения                        | Имя персонажа не указано                                       |
| 1981      | тсп | Охотник                                     | Флюидов                                                        |
| 1983      | тсп | Ложь на длинных ногах                       | Имя персонажа не указано                                       |
| 1984      | тсп | Зелёная комната                             | Джулиан Напье                                                  |
| 1985      | тсп | Этот странный русский                       | Имя персонажа не указано                                       |
| 1989      | ф   | Криминальный квартет                        | главный технолог обувной фабрики                               |
| 1991      | ф   | Коктейль-мираж                              | Имя персонажа не указано                                       |
| 1995—2004 | с   | На углу, у Патриарших                       | Алексей Вадимович Тарасов, адвокат                             |
| 1996      | с   | Королева Марго                              | де Нансе                                                       |
| 2003      | с   | Даша Васильева. Любительница частного сыска | Франциск                                                       |
| 2003      | с   | Пан или пропал                              | эпизод                                                         |
| 2004      | с   | Афромосквич                                 | директор                                                       |
| 2005      | с   | Девять неизвестных                          | Альфред Хаген, шеф европейского отделения Аненербе, экстрасенс |
| 2005      | с   | Чёрная богиня                               | Митин                                                          |
| 2005—2007 | с   | Обречённая стать звездой                    | адвокат Генрих Ямпольский                                      |
| 2006      | с   | Кодекс чести                                | Барский                                                        |
| 2007      | с   | Одна любовь души моей                       | Александр Тургенев                                             |
| 2007      | с   | Агония страха                               | Назаров                                                        |
| 2008      | с   | Большая игра                                | Джеймс Броуди                                                  |
| 2008      | с   | Новая жизнь сыщика Гурова                   | Джордж                                                         |
| 2008      | ф   | Мой осенний блюз                            | Андрей Васильевич, друг Ольги                                  |
| 2008      | с   | Райские яблочки                             | Сергей Львович, главврач в Абинске                             |
| 2009      | с   | Райские яблочки. Жизнь продолжается         | Сергей Львович                                                 |
| 2010      | с   | Черкизона. Одноразовые люди                 | дедушка Даши                                                   |
| 2010      | с   | Энигма                                      | сотрудник американской спецслужбы                              |
| 2010      | с   | Шериф                                       | Вадим Нащёкин                                                  |
| 2011      | с   | Вкус граната                                | Владлен, отец Андрея                                           |
| 2011      | с   | Правила маскарада                           | Имя персонажа не указано                                       |
| 2012      | с   | Хозяйка моей судьбы                         | Леон                                                           |
| 2015      | с   | Алхимик. Эликсир Фауста                     | Фёдор Савельевич, заведующий кафедрой МХТИ                     |